# Esquirol de Collie
L'esquirol de Collie (Sciurus colliaei) és una espècie de rosegador de la família dels esciúrids. És endèmic de la costa del centre-oest de Mèxic, on viu a altituds que van entre 0 i 2.190 msnm. Es tracta d'un animal frugívor i herbívor que s'alimenta de figues i de les núcules de la palmera de Xile. El seu hàbitat natural són els boscos tropicals o subtropicals. Es creu que no hi ha cap amenaça significativa per a la supervivència d'aquesta espècie, tot i que està afectada per la caça i la desforestació.
Aquest tàxon fou anomenat en honor del metge i naturalista britànic Alexander Collie.